# GMG航空
GMG航空（英語：GMG Airlines）はバングラデシュのダッカに本拠地を置く航空会社である。バングラデシュ国内路線の他にも東南アジア・南アジア・西アジア路線を運航している。

## 歴史
1997年に設立し、翌年の1998年4月6日に国内線の運航を開始。2004年9月8日にはチッタゴン－コルカタ路線で国際線進出を果たした。
2011年12月　中東線に使用していたB767の運航中止。今後は小型機B737-NGかA320への機材変更を予定している。現在はDASH-8を1機でチッタゴン、コルカタのみ運行。

## 就航都市
南アジア
- バングラデシュ：チッタゴン、コックスバザール、ダッカ、ジョショール、シレット
- インド：デリー、コルカタ
- ネパール：カトマンズ
- パキスタン：カラチ

東南アジア
- マレーシア：クアラルンプール
- タイ：バンコク（スワンナプーム）

西アジア
- サウジアラビア：ジェッダ、リヤド
- アラブ首長国連邦：ドバイ

## 機材
2016年10月現在の機材
- ボーイング747-300：3機
- ボーイング767-300ER：1機
- ボンバルディアDHC-8-100：3機
- ボンバルディアDHC-8-300：2機
- マクドネル・ダグラスMD-82：2機
- マクドネル・ダグラスMD-83：1機